# Gyanafalva
Gyanafalva vagy Janafalva (németül: Jennersdorf, szlovénul Ženavci) kisváros Ausztriában, Burgenland tartomány déli részén, a Gyanafalvi járás székhelye.

## Fekvése
Szentgotthárdtól 12 km-re délnyugatra, a Rába bal partján fekszik. Ercsenye (Henndorf im Burgenland), Köröstyén (Grieselstein) és Raks (Rax) falvak tartoznak hozzá.
A kataszteri közösségek Köröstyén, Ercsenye, Jennersdorf és Raks.

## Története

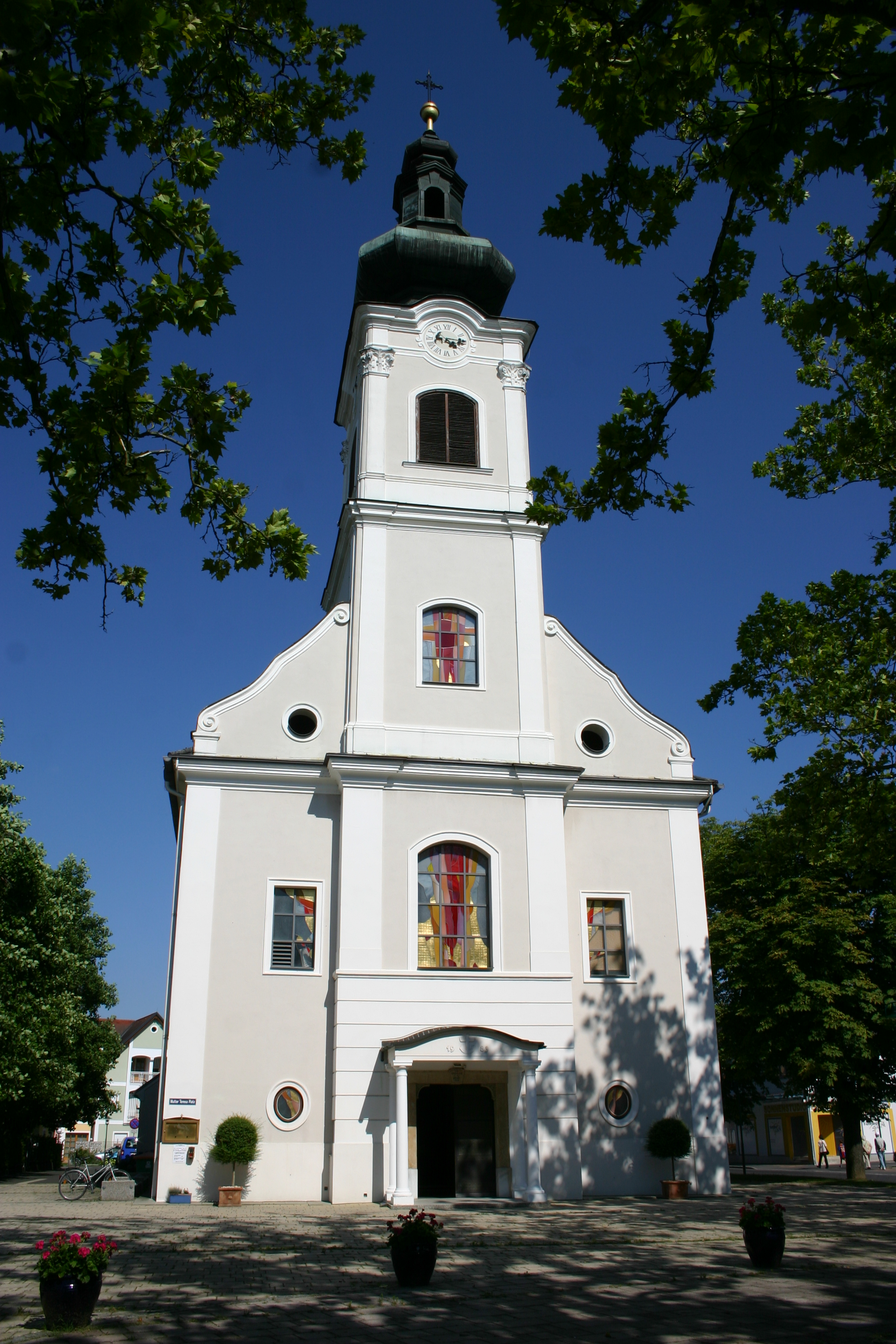
A plébániatemplom

Neve eredetileg Jánosfalva volt. 1187-ben "Janafalu" néven említik először, majd 1350-ben "Ganoufalua", 1461-ben "Janofalwa" néven szerepel. A szentgotthárdi ciszterci apátság birtoka volt. Neve 1187-ben abban a kiváltságlevélben szerepel először, melyet III. Orbán pápa küldött a szentgotthárdi apátságnak. . 1391-ben az apátság többi birtokával együtt a Széchyek szerezték meg. 1480-ban Hunyadi Mátyás visszaadta az újra önállóvá lett apátságnak, de halála után újra a Széchyeké. 1528-ban I. Ferdinánd az apátsággal együtt Serédy Gáspárnak adta, majd rövid időre újra a Széchyeké.
1538-ban 6 és fél portával adózott, 3 porta szabadoké, 9 pedig szegényeké volt. 1549-ben 17 adózó portája volt, rajtuk kívül 15 porta zselléreké, egy porta pedig a bíróé volt. 1570-ben 37 portája volt, ebből 7 zselléreké. 1605-ben Gyanafalvát is felégették Bocskai hajdúi. 1664-ben közelében zajlott a szentgotthárdi csata. A Rákóczi-szabadságharc idején kuruc hadak dúlták fel, majd pestisjárvány pusztított. A 18. század a fejlődés időszaka volt. 1716-ban 93, 1728-ban 96, 1744-ben 99, 1767-ben már 190 ház állt a településen. 1787-ben 225 házában 1285 lakos élt. 1828-ban 211 háza és 1327 lakosa volt. 1857-ben már 232 házat és 1530 lakost számláltak a településen.
Vályi András szerint " JANAFALVA, Jénesdorf, Zsenavczi. Elegyes német falu Vas Vármegyében, földes Urai a’ Cziszterczita szerzetbéli Atyák, lakosai katolikusok, fekszik Dobrához nem meszsze, mellynek filiája, ’s határja is hozzá hasonlító."
Fényes Elek szerint " Gyanafalva, (Jänersdorf), német falu, Vas vmegyében, a Rábához közel, 1597 kath. lak., s egy szép paroch. szentegyházzal. Harminczad. Határa első osztálybeli, s termékeny; van buzája, bora, fája, dohánya, sok marhája. A szentgothárdi urad. tartozik. Ut. p. Rába-Keresztur."
Vas vármegye monográfiája szerint " Gyanafalva szép fekvésű nagy község, az u. n. „Tafelberg” alján, 307 házzal és 2054 németajkú lakossal. Vallásuk r. kath. és ág. ev. A község a gráczi vasút mentén fekszik és székhelye a körjegyzőségnek és körorvosnak. Van vasúti állomása, postája és távírója. A lakosok takarékpénztárt, jótékony nőegyletet, hadastyánegyletet és községi óvodát tartanak fenn. Tafelberg nevű hegyéről szép kilátás nyílik a közeli Stájerországba. Hegyei, mint az e czélból eszközölt próbafúrások bizonyítják, kőszenet tartalmaznak. A községben czement-téglát is gyártanak. Plébániája 1578-ban már fennállott. Birtokos a szt.-gotthárdi apátság, mely földesura is volt 1848 előtt. Azelőtt harminczadhivatal is volt a községben."
1910-ben 5072 lakosából 4816 osztrák, 156 magyar, 3 szlovén, 1 szerb volt.

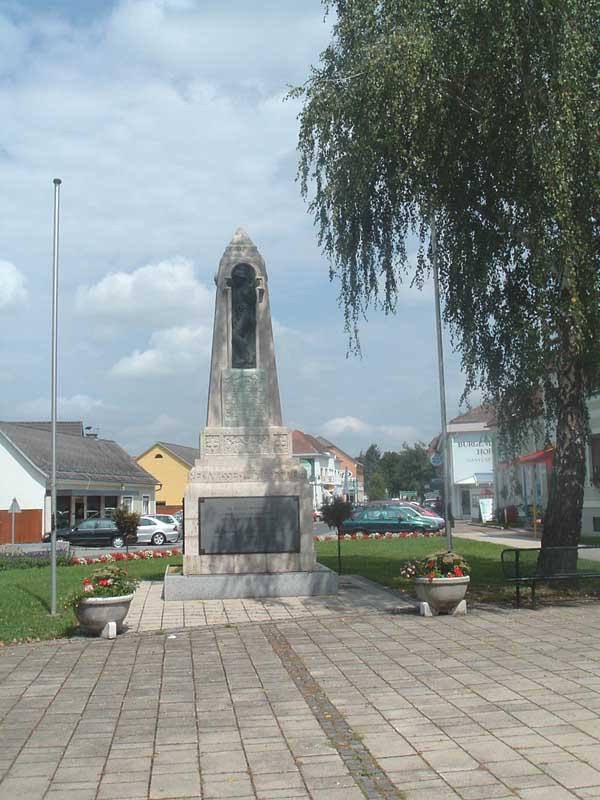
A hősi emlékmű

A trianoni békeszerződésig Vas vármegye Szentgotthárdi járásához tartozott. A békeszerződések Ausztriának ítélték és 1921-ben járási székhelyként Burgenland tartomány része lett. Még ebben az évben a Rongyos Gárda ide is bevonult, kiűzte az osztrák csendőrséget, majd néhány kisebb támadást vezette a stájer oldalon fekvő településekre is. 1958-ban megkezdődött a községháza építése, 1959-ben megkezdték a vízvezeték hálózat kiépítését. 1968-ban megépült a strandfürdő és a sportközpont. 1971. január 1-jén hozzácsatolták Ercsenye, Köröstyén és Raks községeket. 1977. március 1-jén városi rangot kapott.

## Népesség
2001-ben 4236 lakosából 4112 osztrák, 25 horvát, 23 magyar, 21 szlovén, 5 szlovák és 50 egyéb nemzetiségű volt.

## Közlekedése
- Gyanafalva vasútállomás a Steirische Ostbahnon található, ami a Szombathely–Szentgotthárd-vasútvonal osztrák folytatása.

## Nevezetességei
- Szent Vencel tiszteletére szentelt barokk plébániatemploma 1780 és 1800 között épült, neogótikus főoltára 1904-ben készült.
- Szent Teréz kápolna.
- Világháborús emlékmű.

## Jegyzetek

Gyanafalvi panoráma